# Carbonellis aripuana
Carbonellis aripuana är en insektsart som först beskrevs av Piza Jr. 1979.  Carbonellis aripuana ingår i släktet Carbonellis och familjen Proscopiidae. Inga underarter finns listade i Catalogue of Life.